# Ефект Аскар'яна
Ефект Аскар'яна або випромінювання Аскар'яна — явище, за якого частинка, швидша за фазову швидкість світла в щільному діелектрику (такому як сіль, лід або місячний реголіт), створює зливу вторинних заряджених частинок, яка містить зарядову анізотропію та випромінює конус когерентного випромінювання в радіо- чи мікрохвильовій частині електромагнітного спектру. Сигнал є результатом черенковського випромінювання окремих частинок у зливі. Довжини хвиль, що перевищують розмір зливи, конструктивно інтерферують і створюють радіо- або мікрохвильовий сигнал, який є найсильнішим під кутом Черенкова. Ефект названий на честь Гургена Аскар'яна, вірменського радянського фізика, який постулював його в 1962 році.
Випромінювання вперше експериментально спостерігали в 2000 році, через 38 років після його теоретичного передбачення. Наразі ефект спостерігався в кремнеземному піску, кам'яній солі, льоді та атмосфері Землі.
Ефект особливо цікавий через можливість його застосування для виявлення нейтрино надвисокої енергії. В експерименті ANITA використовуються антени, прикріплені до повітряної кулі, що летить над Антарктидою, для виявлення випромінювання Аскар'яна, яке утворюється під час руху космічних нейтрино крізь лід. Кілька експериментів також використовували Місяць як детектор нейтрино на основі виявлення випромінювання Аскар'яна.